# Frida Gustavsson

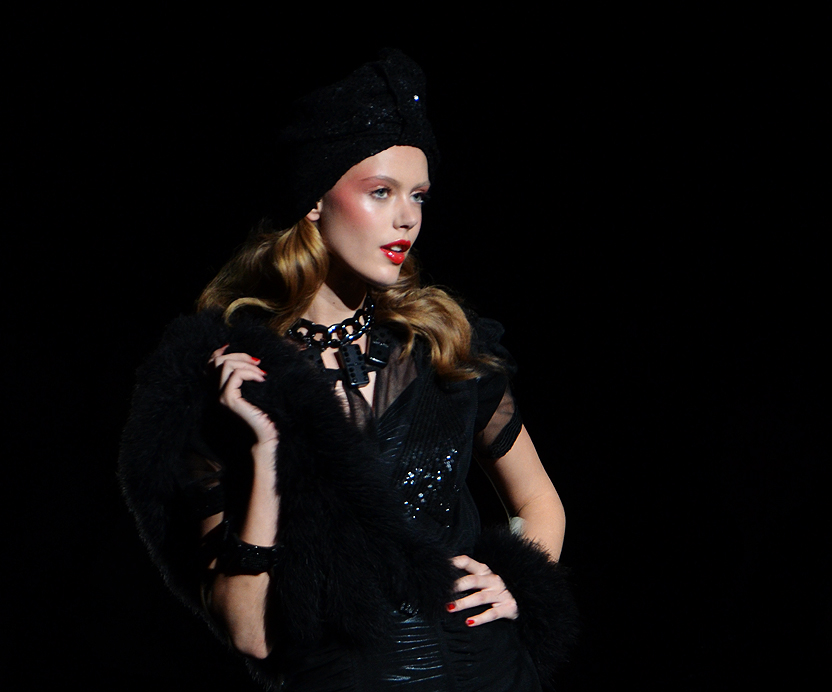
Frida Gustavsson 2011.

Frida Liv Gustavsson, född 6 juni 1993 i Stockholm, är en svensk skådespelerska och tidigare supermodell.

## Biografi
Gustavsson började arbeta som modell i Sverige 2008 och fortsatte sedan sin karriär i Japan. År 2009 knöts hon till agenturen IMG, och hon var en av de mest efterfrågade modellerna under vårsäsongen 2010. Svenska Elle utnämnde henne till årets modell 2011 och 2013.
Efter 15 år som internationell modell, däribland sedan 2012 för Victoria's Secret, tog hon 2019 steget över till att börja arbeta som skådespelare, då i filmen Eld & lågor. Hon har senare beskrivit tiden hos Victoria's Secret som påfrestande med stort kroppsfokus.

### Familj
Gustavsson är sedan augusti 2022 gift med Marcel Engdahl (född 1990), som är son till Horace Engdahl och Ebba Witt-Brattström.

## Filmografi (i urval)
- 2019 – Eld & lågor
- 2020 – De utvalda (TV-serie)
- 2020 – Partisan (TV-serie)
- 2021 – Tigrar
- 2022–2024 – Vikings: Valhalla (TV-serie)
- 2025 – Trolösa (TV-serie)